# Матвєєв Михайло Родіонович
Миха́йло Родіо́нович Матвє́єв (ім'я при народженні Михаил Родионович Матвеев (рос.), 1892—1971) — чекіст, кат, капітан держбезпеки, служив у Ленінградському обласному управлінні НКВС СРСР. Основний виконавець розстрілів в урочищі Сандармох (Карелія) 27 жовтня—4 листопада 1937 року, де було страчено 1111 в'язнів Соловецької тюрми особливого призначення.

## Біографія
Народився 1892 року в Новгородській губернії (с. Волосово Боровицького повіту). Росіянин за національністю. Закінчив два класи сільської школи.
У 1917 році брав участь у штурмі Зимового палацу, вступив до Червоної армії. Член ВКП(б) з 1918 року. З 1919-го (крім періоду 1923–1927 років) виконував «операції з виконання вироків засудженим» (розстріли) ЧК. З 1933 року обіймав посаду заступника начальника адміністративно-господарського управління УНКВС СРСР по Ленінградській області.
Почесний чекіст (1932), відзначений бойовою зброєю «Браунінг» (1927) і «Вальтер». У 1936 році нарівні з Георгієм Леонгардовичем Алафером, були виконавцями смертних вироків. «За особливі заслуги в боротьбі за зміцнення соціалістичного ладу» Матвєєв був нагороджений орденом Червоної Зірки (Указом Президії ВР СРСР від 29.03.1941 позбавлений цієї нагороди). У 1937-му відповідав за проведення спецоперації і був основним виконавцем розстрілу в урочищі Сандармох (27 жовтня — 4 листопада), коли стратили 1111 в'язнів Соловецької тюрми. «За успішну боротьбу з контрреволюцією» Михайла Матвєєва наказом від 20 грудня 1937 року нагородили цінним подарунком (радіолою з платівками).
1939 року капітан держбезпеки Матвєєв був засуджений до 10 років таборів за «перевищення службових повноважень», покарання відбував у Волзькому виправно-трудовому таборі під Рибінськом. Під час Другої світової війни на початку Великої Вітчизняної війни звільнений достроково (1941). Далі служив на керівній посаді у внутрішній тюрмі Управління НКВС у Ленінграді. Звільнений зі служби на пенсію 1949 року «за станом здоров'я».
Здох у 1971 році.

## Жертви страт Матвєєва та Алафера
Серед жертв масових страт, виконаних в урочищі Сандармох: українські письменники Микола Зеров, Микола Куліш, Мирослав Ірчан, Олекса Слісаренко, Валер'ян Поліщук, Павло Филипович, Валер'ян Підмогильний, Микола Вороний, театральний режисер Лесь Курбас, вчений Степан Рудницький, творець Гідрометеослужби СРСР Олексій Вангенгейм, кримськотатарський громадський діяч Ісмаїл Фірдевс (загалом понад 280 осіб, чиї долі пов'язані з Україною). Також у тому місці розстріляні російський адвокат А. Бобрищев-Пушкін (захисник Менахема Менделя Бейліса й Володимира Пурішкевича), засновник удмуртської літератури Кузебай Герд, білоруський міністр Ф. Волинець, голова московського циганського табору Г. Станеско, грузинські князі Н. Ерістов та Я. Андронников, католицький адміністратор Грузії Ш. Батмалашвілі, черкеський письменник Х. Абуков, корейський діяч Тай До, православні єпископи Алексій, Даміан (Воскресенський), Микола і Петро, лідер баптистів СССР В. Колесніков, академік-історик Микола Дурново.

## Нагороди
- Орден Червоної Зірки (був позбавлений наказом Президії ВР СРСР від 29.03.1941[5])
- Орден Червоного Прапору (за вислугу років)
- Орден Леніна (1945)
- Почесний співробітник держбезпеки (XV)